# Rhabdomastix atrata
Rhabdomastix atrata là một loài ruồi trong họ Limoniidae. Chúng phân bố ở miền Cổ bắc.